# 山田栄一郎
山田 栄一郎（やまだ えいいちろう、1971年6月15日 - ）は、山口県出身の元プロサッカー選手、サッカー指導者。現役時代のポジションはゴールキーパー。

## 来歴
滝川第二高等学校、筑波大学出身。1994年に藤枝ブルックスに加入し、翌年横浜マリノスへ移籍。しかし松永成立・浦上壮史に阻まれベンチ入りもままならず、1996年にマリノスを退団した。退団後は講談社の関連会社で車のビデオマガジンを制作、副編集長にまでなるが業績悪化を機にコーチを目指す。
ジュニア年代でコーチのキャリアを開始したのち、2017年8月より浦和レッズ分析担当コーチに就任。

## 個人成績
| 国内大会個人成績 | 国内大会個人成績 | 国内大会個人成績 | 国内大会個人成績 | 国内大会個人成績 | 国内大会個人成績 | 国内大会個人成績 | 国内大会個人成績 | 国内大会個人成績 | 国内大会個人成績 | 国内大会個人成績 | 国内大会個人成績 |
| 年度             | クラブ           | 背番号           | リーグ           | リーグ戦         | リーグ戦         | リーグ杯         | リーグ杯         | オープン杯       | オープン杯       | 期間通算         | 期間通算         |
| 年度             | クラブ           | 背番号           | リーグ           | 出場             | 得点             | 出場             | 得点             | 出場             | 得点             | 出場             | 得点             |
| 日本             | 日本             | 日本             | 日本             | リーグ戦         | リーグ戦         | リーグ杯         | リーグ杯         | 天皇杯           | 天皇杯           | 期間通算         | 期間通算         |
| ---------------- | ---------------- | ---------------- | ---------------- | ---------------- | ---------------- | ---------------- | ---------------- | ---------------- | ---------------- | ---------------- | ---------------- |
| 1994             | 藤枝B            |                  | 旧JFL            |                  |                  |                  |                  |                  |                  |                  |                  |
| 1995             | 横浜M            | -                | J                | 0                | 0                | -                | -                | 0                | 0                | 0                | 0                |
| 1996             | 横浜M            | -                | J                | 0                | 0                | 0                | 0                | 0                | 0                | 0                | 0                |
| 通算             | 日本             | 日本             | J                | 0                | 0                | 0                | 0                | 0                | 0                | 0                | 0                |
| 通算             | 日本             | 日本             | 旧JFL            |                  |                  |                  |                  |                  |                  |                  |                  |
| 総通算           |                  |                  |                  |                  |                  |                  |                  |                  |                  |                  |                  |

## 指導歴
- 2006年 - 2013年  シュートJr.ユースGKコーチ
- 2011年 - 2013年  専修大学体育会サッカー部 GKコーチ
- 2014年  水戸ホーリーホック ユースGKコーチ
- 2015年  水戸ホーリーホック ユースコーチ
- 2016年  筑波大学蹴球部 GKコーチ
- 2017年 - 同年8月  浦和レッズ ジュニアコーチ
- 2017年8月 - 2020年  浦和レッズ コーチ（分析担当）
- 2021年 -  ボンフィンF.C.豊島 GKコーチ